# Entrophospora kentinensis
Entrophospora kentinensis är en svampart som beskrevs av C.G. Wu & Y.S. Liu 1995. Entrophospora kentinensis ingår i släktet Entrophospora och familjen Acaulosporaceae.   Inga underarter finns listade i Catalogue of Life.